# L'ost
L'ost è un programma televisivo trasmesso in Italia da Real Time

## Format
L'ost è un programma a carattere culinario che vede Alessandro Borghese andare in giro per i centri grandi e piccoli d'Italia per scoprire le ricette che la tradizione del luogo offre.
Lo scopo del programma è quello di trovare la "cuoca perfetta" tra diverse donne scelte per ogni luogo visitato, rimanendo 24 ore su 24 con la stessa cuoca, andando sia a fare la spesa che cucinando per poi servire alla cittadina il preparato.